# Lampsilis
Lampsilis is een geslacht van tweekleppigen uit de familie van de Unionidae.

## Soorten
- Lampsilis cariosa (Say, 1817)
- Lampsilis radiata (Gmelin, 1791)